# La Madeleine, Nord
La Madeleine je severno predmestje Lilla in občina v severnem francoskem departmaju Nord regije Nord-Pas-de-Calais. Leta 2011 je naselje imelo 22.221 prebivalcev.

## Administracija
Občina La Madeleine se nahaja v kantonu Lille-Sever, sestavnem delu okrožja Lille.

## Pobratena mesta
- Kaarst (Nemčija);